# 밴댕이
밴댕이는 청어과의 물고기이다. 몸길이는 20cm 정도로 측편되어 있으며, 등보다 배 쪽으로 불룩하게 나와있다. 등은 청록색, 측면부터 복부까지는 은백색을 띤다. 다른 청어류 물고기에 비해 비늘이 딱딱하게 발달되어 있어 떼어내기 어렵다. 전어와 생김새가 비슷하지만, 측면에 검은 점선이 없으며, 등지느러미의 마지막 연조가 길게 뻗지 않은 점으로 구분할 수 있다. 칼슘과 철분이 많이 들어 있다.

또한 물 속이나 바닷물 속에서 벗어나 지상의 공기가 유입되는 순간 바로 힘이 없어지고 죽어버리는 경우가 많다. 밴댕이는 물 속에서만 살고 숨쉬는 성향이 짙어서 물 밖으로 나가서 지상의 공기가 유입되는 순간 숨이 막혀서 죽게 되는 경우가 많아서 살아있는 채로 먹는 것은 어렵다. 때문에 어촌에서는 신선도를 위해서 잡아온 즉시 얼음을 넣고 냉장보관을 하게된다.

## 음식
한국에서는 회 · 무침 · 젓갈 등으로 먹는다.

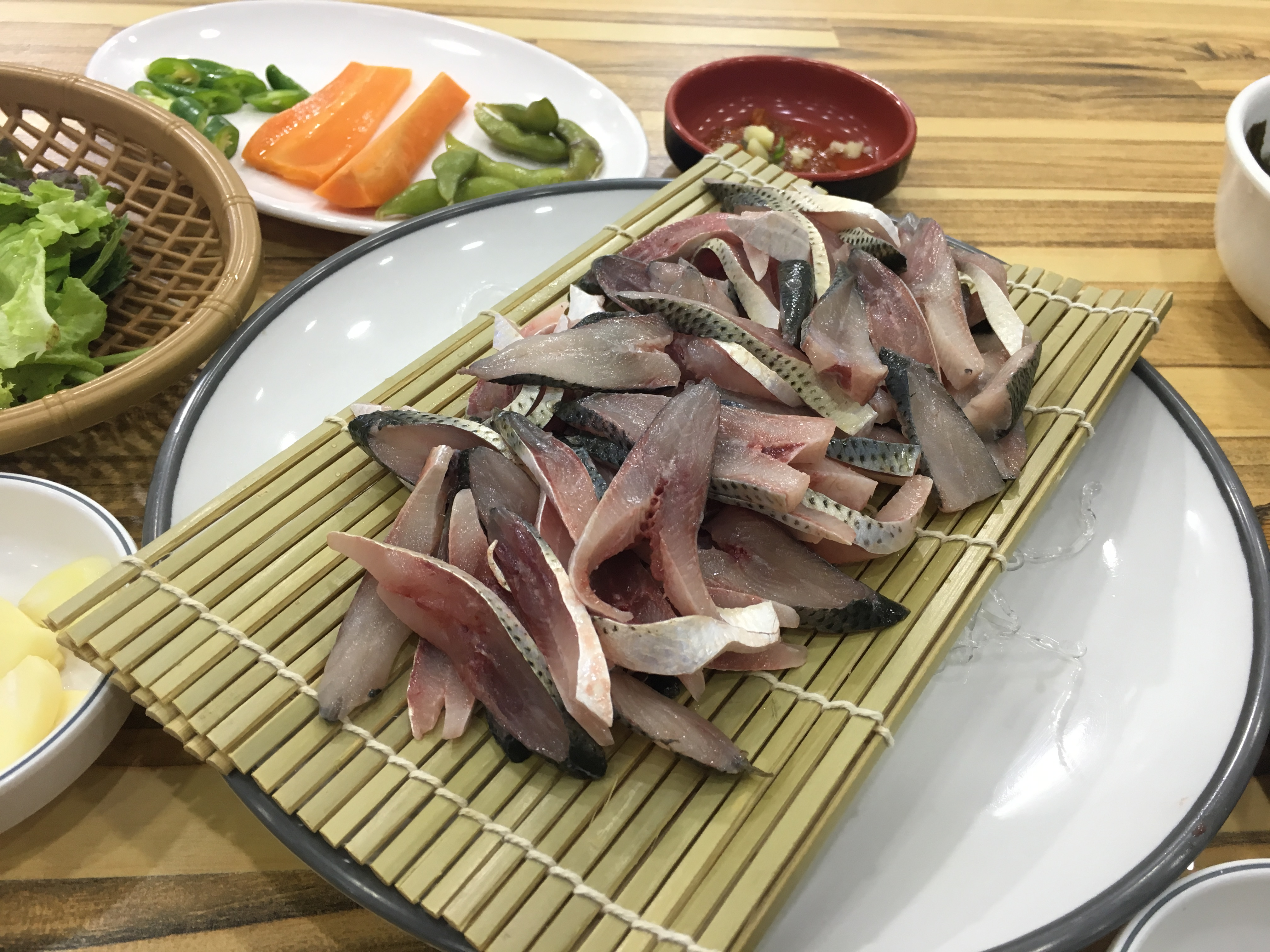
밴댕이 회